# Рандлеман (Северна Каролина)
Рандлеман (енгл. Randleman) град је у америчкој савезној држави Северна Каролина.

## Демографија
По попису из 2010. године број становника је 4.113, што је 556 (15,6%) становника више него 2000. године.
| Група             | 2000.         | 2010.         |
| Белци             | 3.086 (86,8%) | 3.473 (84,4%) |
| Афроамериканци    | 132 (3,7%)    | 241 (5,9%)    |
| Азијати           | 14 (0,4%)     | 18 (0,4%)     |
| Хиспаноамериканци | 298 (8,4%)    | 313 (7,6%)    |
| Укупно            | 3.557         | 4.113         |